# Licania trigonioides
Licania trigonioides är en tvåhjärtbladig växtart som beskrevs av James Francis Macbride. Licania trigonioides ingår i släktet Licania och familjen Chrysobalanaceae. Inga underarter finns listade i Catalogue of Life.